# Campionati mondiali juniores di sci alpino 2012
I Campionati mondiali juniores di sci alpino 2012 si sono svolti in Italia, a Roccaraso, dal 29 febbraio al 9 marzo. Il programma includeva gare di discesa libera, supergigante, slalom gigante, slalom speciale e combinata, tutte sia maschili sia femminili, e una gara a squadre mista, ma la discesa libera femminile è stata annullata. A contendersi i titoli di campioni mondiali juniores sono stati i ragazzi e le ragazze nati tra il 1992 e il 1996.

## Risultati

### Uomini

#### Discesa libera
| Pos. | Atleta                   | Nazione     | Tempo   |
| ---- | ------------------------ | ----------- | ------- |
| 1    | Ryan Cochran-Siegle      | Stati Uniti | 1:11,99 |
| 2    | Ralph Weber              | Svizzera    | 1:12,08 |
| 3    | Nils Mani                | Svizzera    | 1:12,48 |
| 4    | Mathieu Faivre           | Francia     | 1:12,57 |
| 5    | Manuel Schmid            | Germania    | 1:12,80 |
| 6    | Stefano Baruffaldi       | Italia      | 1:12,85 |
| 7    | Roy Piccard              | Francia     | 1:13,03 |
| 8    | Adrian Smiseth Sejersted | Norvegia    | 1:13,29 |
| 9    | Thomas Dreßen            | Germania    | 1:13,35 |
| 10   | Bryce Bennett            | Stati Uniti | 1:13,40 |

Data: 2 marzo

Località: Roccaraso

Ore: 

Pista: Direttissima

Partenza: 2 030 m s.l.m.

Arrivo: 1 430 m s.l.m.

Lunghezza: 1 765 m

Dislivello: 600 m

Tracciatore: 

#### Supergigante
| Pos. | Atleta                   | Nazione  | Tempo   |
| ---- | ------------------------ | -------- | ------- |
| 1    | Ralph Weber              | Svizzera | 1:02,73 |
| 2    | Nils Mani                | Svizzera | 1:02,93 |
| 3    | Johannes Strolz          | Austria  | 1:03,30 |
| 4    | Aleksander Aamodt Kilde  | Norvegia | 1:03,48 |
| 5    | Gino Caviezel            | Svizzera | 1:03,62 |
| 6    | Henrik Kristoffersen     | Norvegia | 1:03,64 |
| 7    | Thomas Dreßen            | Germania | 1:03,70 |
| 8    | Roy Piccard              | Francia  | 1:03,74 |
| 9    | Adrian Smiseth Sejersted | Norvegia | 1:03,84 |
| 10   | Stefano Baruffaldi       | Italia   | 1:03,92 |

Data: 3 marzo

Località: Roccaraso

Ore: 

Pista: Direttissima

Partenza: 1 892 m s.l.m.

Arrivo: 1 430 m s.l.m.

Lunghezza: 1 435 m

Dislivello: 462 m

Tracciatore: 

#### Slalom gigante
| Pos. | Atleta                  | Nazione     | Tempo   |
| ---- | ----------------------- | ----------- | ------- |
| 1    | Henrik Kristoffersen    | Norvegia    | 2:39,50 |
| 2    | Thomas Dreßen           | Germania    | 2:40,25 |
| 3    | Žan Kranjec             | Slovenia    | 2:40,35 |
| 4    | Mathieu Faivre          | Francia     | 2:40,36 |
| 5    | Alexander Schmid        | Germania    | 2:40,61 |
| 6    | Niklas Köck             | Austria     | 2:40,68 |
| 7    | Trevor Philp            | Canada      | 2:40,75 |
| 8    | Stefan Luitz            | Germania    | 2:40,81 |
| 9    | Kieffer Christianson    | Stati Uniti | 2:40,83 |
| 9    | Aleksander Aamodt Kilde | Norvegia    | 2:40,83 |

Data: 7 marzo

Località: Roccaraso

1ª manche:

Ore: 

Pista: Lupo

Partenza: 1 950 m s.l.m.

Arrivo: 1 570 m s.l.m.

Dislivello: 380 m

Tracciatore: 
2ª manche:

Ore: 

Pista: Lupo

Partenza: 1 950 m s.l.m.

Arrivo: 1 570 m s.l.m.

Dislivello: 380 m

Tracciatore: 

#### Slalom speciale
| Pos. | Atleta               | Nazione     | Tempo   |
| ---- | -------------------- | ----------- | ------- |
| 1    | Santeri Paloniemi    | Finlandia   | 1:38,44 |
| 2    | Henrik Kristoffersen | Norvegia    | 1:39,70 |
| 3    | Reto Schmidiger      | Svizzera    | 1:39,93 |
| 4    | Trevor Philp         | Canada      | 1:40,11 |
| 5    | Žan Kranjec          | Slovenia    | 1:40,17 |
| 6    | Robert Cone          | Stati Uniti | 1:40,18 |
| 7    | Matej Vidović        | Croazia     | 1:40,36 |
| 8    | Sebastian Holzmann   | Germania    | 1:40,98 |
| 9    | Even Winquist        | Norvegia    | 1:41,00 |
| 10   | Ryan Cochran-Siegle  | Stati Uniti | 1:41,19 |

Data: 9 marzo

Località: Roccaraso

1ª manche:

Ore: 

Pista: Gran Pista

Partenza: 1 690 m s.l.m.

Arrivo: 1 490 m s.l.m.

Dislivello: 610 m

Tracciatore: 
2ª manche:

Ore: 

Pista: Gran Pista

Partenza: 1 690 m s.l.m.

Arrivo: 1 490 m s.l.m.

Dislivello: 610 m

Tracciatore: 

#### Combinata
| Pos. | Atleta               | Nazione     |
| ---- | -------------------- | ----------- |
| 1    | Ryan Cochran-Siegle  | Stati Uniti |
| 2    | Henrik Kristoffersen | Norvegia    |
| 3    | Žan Kranjec          | Slovenia    |
| 4    | Thomas Dreßen        | Germania    |
| 5    | Stefano Baruffaldi   | Italia      |
| 6    | Bryce Bennett        | Stati Uniti |
| 7    | Nils Allègre         | Francia     |
| 8    | Daniel Steding       | Svezia      |
| 9    | Alexander Schmid     | Germania    |
| 10   | Andreas Žampa        | Slovacchia  |

Data: 2-9 marzo

Località: Roccaraso

Classifica ottenuta attraverso i piazzamenti ottenuti
in discesa libera, slalom gigante e slalom speciale

### Donne

#### Discesa libera
La gara, originariamente prevista l'8 marzo, è stata annullata.

#### Supergigante
| Pos. | Atleta              | Nazione     | Tempo   |
| ---- | ------------------- | ----------- | ------- |
| 1    | Annie Winquist      | Norvegia    | 1:06,99 |
| 2    | Joana Hählen        | Svizzera    | 1:07,02 |
| 3    | Ragnhild Mowinckel  | Norvegia    | 1:07,03 |
| 4    | Corinne Suter       | Svizzera    | 1:07,04 |
| 5    | Rosina Schneeberger | Austria     | 1:07,05 |
| 6    | Abby Ghent          | Stati Uniti | 1:07,49 |
| 7    | Aurélie Marchand    | Francia     | 1:07,50 |
| 8    | Estelle Alphand     | Francia     | 1:07,55 |
| 9    | Clara Direz         | Francia     | 1:07,58 |
| 10   | Elena Jakovišina    | Russia      | 1:07,67 |

Data: 6 marzo

Località: Roccaraso

Ore: 

Pista: Direttissima

Partenza: 1 892 m s.l.m.

Arrivo: 1 430 m s.l.m.

Lunghezza: 1 435 m

Dislivello: 462 m

Tracciatore: 

#### Slalom gigante
| Pos. | Atleta                   | Nazione  | Tempo   |
| ---- | ------------------------ | -------- | ------- |
| 1    | Ragnhild Mowinckel       | Norvegia | 2:40,02 |
| 2    | Sara Hector              | Svezia   | 2:40,28 |
| 3    | Adeline Baud             | Francia  | 2:40,80 |
| 4    | Kristine Gjelsten Haugen | Norvegia | 2:40,81 |
| 5    | Simona Hösl              | Germania | 2:40,87 |
| 6    | Lisa-Maria Zeller        | Austria  | 2:40,97 |
| 7    | Corinne Suter            | Svizzera | 2:41,18 |
| 8    | Mirjam Puchner           | Austria  | 2:41,27 |
| 9    | Nathalie Eklund          | Svezia   | 2:41,40 |
| 10   | Romane Miradoli          | Francia  | 2:41,41 |

Data: 3 marzo

Località: Roccaraso

1ª manche:

Ore: 

Pista: Lupo

Partenza: 1 950 m s.l.m.

Arrivo: 1 570 m s.l.m.

Dislivello: 380 m

Tracciatore: 
2ª manche:

Ore: 

Pista: Lupo

Partenza: 1 950 m s.l.m.

Arrivo: 1 570 m s.l.m.

Dislivello: 380 m

Tracciatore: 

#### Slalom speciale
| Pos. | Atleta                | Nazione       | Tempo   |
| ---- | --------------------- | ------------- | ------- |
| 1    | Stephanie Brunner     | Austria       | 1:41,19 |
| 2    | Paulina Grassl        | Svezia        | 1:42,31 |
| 3    | Petra Vlhová          | Slovacchia    | 1:42,69 |
| 4    | Ragnhild Mowinckel    | Norvegia      | 1:43,02 |
| 5    | Kateřina Pauláthová   | Rep. Ceca     | 1:43,13 |
| 6    | Sara Hector           | Svezia        | 1:43,40 |
| 7    | Adeline Baud          | Francia       | 1:43,47 |
| 8    | Emelie Wikström       | Svezia        | 1:43,58 |
| 9    | Rebecca Bühler        | Liechtenstein | 1:44,06 |
| 10   | Chloe Margrethe Fausa | Norvegia      | 1:44,08 |

Data: 1º marzo

Località: Roccaraso

1ª manche:

Ore: 

Pista: Gran Pista

Partenza: 1 690 m s.l.m.

Arrivo: 1 490 m s.l.m.

Dislivello: 610 m

Tracciatore: 
2ª manche:

Ore: 

Pista: Gran Pista

Partenza: 1 690 m s.l.m.

Arrivo: 1 490 m s.l.m.

Dislivello: 610 m

Tracciatore: 

#### Combinata
| Pos. | Atleta             | Nazione     |
| ---- | ------------------ | ----------- |
| 1    | Ragnhild Mowinckel | Norvegia    |
| 2    | Annie Winquist     | Norvegia    |
| 3    | Corinne Suter      | Svizzera    |
| 4    | Adeline Baud       | Francia     |
| 5    | Petra Vlhová       | Slovacchia  |
| 6    | Elena Jakovišina   | Russia      |
| 7    | Joana Hählen       | Svizzera    |
| 8    | Mirjam Puchner     | Austria     |
| 9    | Adriana Jelínková  | Paesi Bassi |
| 10   | Federica Sosio     | Italia      |

Data: 1º-7 marzo

Località: Roccaraso

Classifica ottenuta attraverso i piazzamenti ottenuti
in supergigante, slalom gigante e slalom speciale

### Misto

#### Gara a squadre
| Pos. | Nazione  | Atleti                                                            |
| ---- | -------- | ----------------------------------------------------------------- |
| 1    | Slovenia | Ula Hafner Žan Kranjec Ana Bucik Mišel Žerak                      |
| 2    | Italia   | Karoline Pichler Giordano Ronci Nicole Agnelli Alex Zingerle      |
| 3    | Svizzera | Jasmina Suter Luca Aerni Andrea Ellenberger Bernhard Niederberger |

Data: 8 marzo

Località: Roccaraso

Ore: 

Pista: Gran Pista

Partenza: 

Arrivo: 

Dislivello: 

Tracciatore: 

## Medagliere per nazioni
| Pos.   | Nazione     | Oro | Argento | Bronzo | Totale |
| ------ | ----------- | --- | ------- | ------ | ------ |
| 1      | Norvegia    | 4   | 3       | 1      | 8      |
| 2      | Stati Uniti | 2   | 0       | 0      | 2      |
| 3      | Svizzera    | 1   | 3       | 4      | 8      |
| 4      | Slovenia    | 1   | 0       | 2      | 3      |
| 5      | Austria     | 1   | 0       | 1      | 2      |
| 6      | Finlandia   | 1   | 0       | 0      | 1      |
| 7      | Svezia      | 0   | 2       | 0      | 2      |
| 8      | Germania    | 0   | 1       | 0      | 1      |
| 8      | Italia      | 0   | 1       | 0      | 1      |
| 10     | Francia     | 0   | 0       | 1      | 1      |
| 10     | Slovacchia  | 0   | 0       | 1      | 1      |
| Totale | Totale      | 10  | 10      | 10     | 30     |